# Пледельяк
Пледелья́к (фр. Plédéliac, брет. Pledeliav, галло Plédéliau) — коммуна во Франции, находится в регионе Бретань. Департамент — Кот-д’Армор. Входит в состав кантона Плене-Жюгон. Округ коммуны — Сен-Бриё.
Код INSEE коммуны — 22175.

## География
Коммуна расположена приблизительно в 360 км к западу от Парижа, в 65 км северо-западнее Ренна, в 29 км к востоку от Сен-Бриё.

## Население
Население коммуны на 2016 год составляло 1 424 человека.
| 1962 | 1968 | 1975 | 1982 | 1990 | 1999 | 2008 | 2016 |
| ---- | ---- | ---- | ---- | ---- | ---- | ---- | ---- |
| 1381 | 1390 | 1336 | 1300 | 1232 | 1238 | 1262 | 1424 |

## Администрация
| Период | Период | Фамилия    | Партия        | Примечания |
| ------ | ------ | ---------- | ------------- | ---------- |
|        | 2001   | Элен Амон  | Разные правые |            |
| 2001   | 2008   | Мадлен Узе | Разные левые  |            |
| 2008   |        | Ален Бриен | Разные правые | пенсионер  |

## Экономика
В 2007 году среди 788 человек в трудоспособном возрасте (15—64 лет) 576 были экономически активными, 212 — неактивными (показатель активности — 73,1 %, в 1999 году было 71,5 %). Из 576 активных работали 546 человек (300 мужчин и 246 женщин), безработных было 30 (20 мужчин и 10 женщин). Среди 212 неактивных 61 человек были учениками или студентами, 83 — пенсионерами, 68 были неактивными по другим причинам.

## Достопримечательности
- Церковь Сен-Мало (XVI век). Исторический памятник с 1926 года[3]
- Часовня Св. Духа (XX век)
  - Бронзовый колокол (1734 год). Высота — 50 см. На колоколе выгравирована надпись: NOBLE et DISCRET MESSIRE ALAIN FRANCOIS de LA MOTTE PRIEUR DU ST ESPRIT PARRAIN et MARRAINE DAME IANNE BARBE GYERE DAME DU GUILLIER 1734. Исторический памятник с 1980 года[4]
  - Статуя Св. Иоанна Крестителя (XIV век). Высота — 110 см. Исторический памятник с 1979 года[5]
- Замок Гийье (XVII век). Исторический памятник с 1990 года[6]
- Замок Юнодей[фр.] (XIV век). Исторический памятник с 1922 год[7]
- Менгир Сент-Андре (эпоха неолита). Исторический памятник с 1970 года[8]

## Фотогалерея

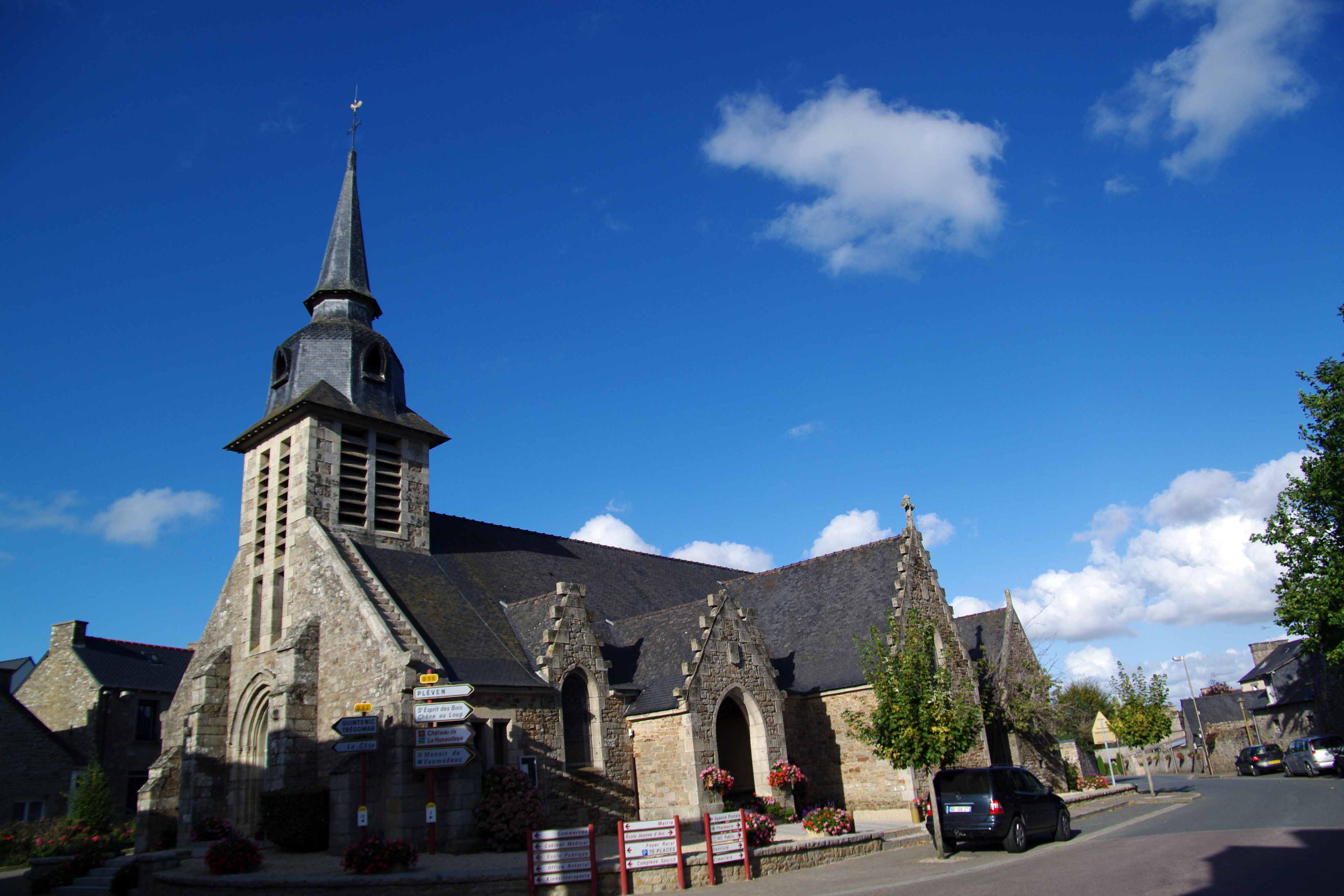
Церковь Сен-Мало
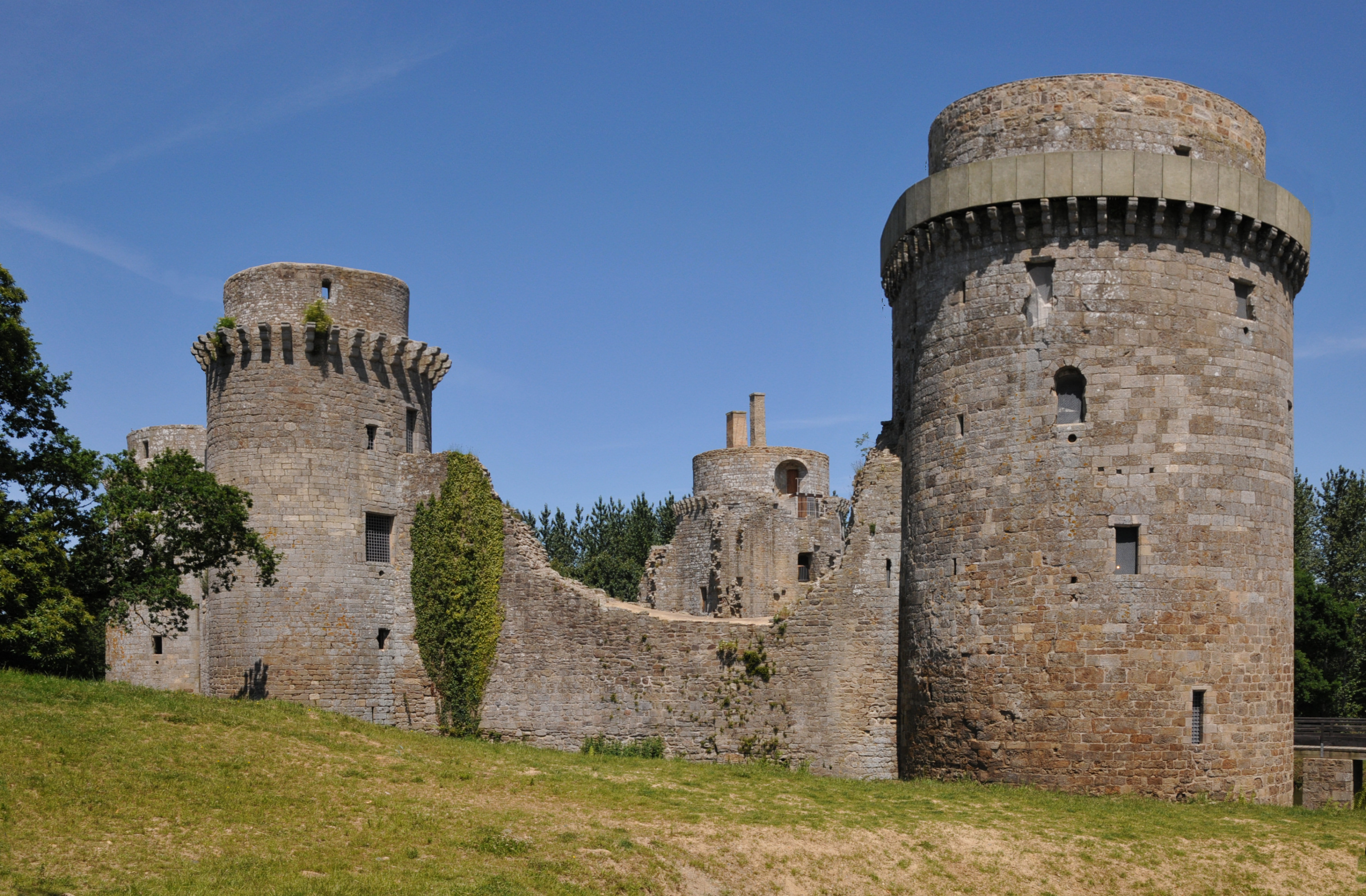
Замок Юнодей
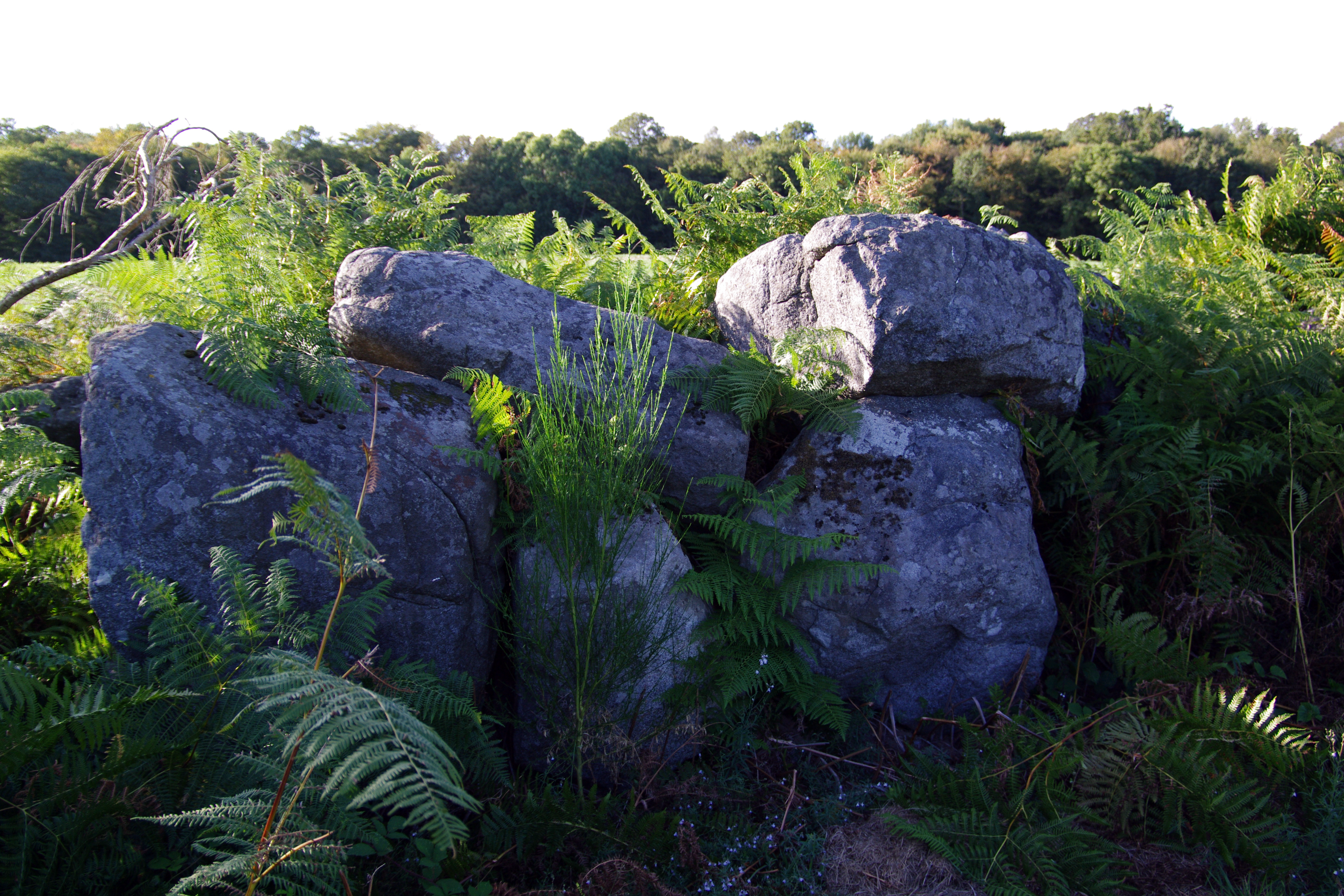
Менгир
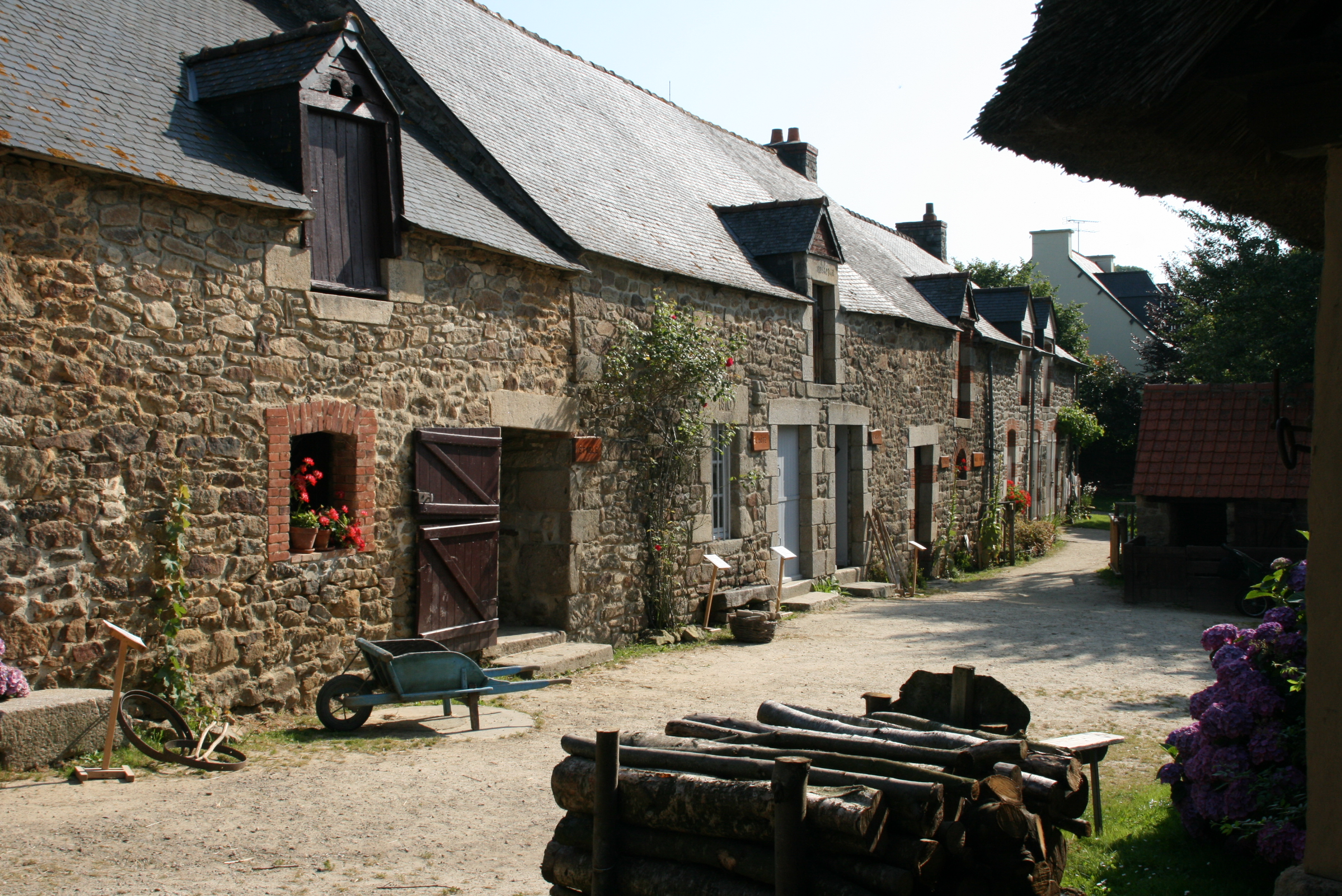
Ферма Антан
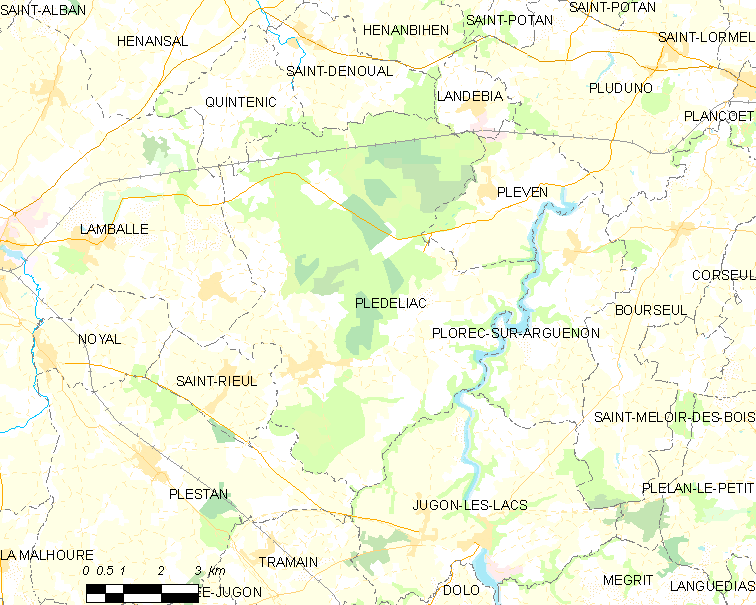
Карта коммуны